# Бабки (Великопольське воєводство)
Ба́бки (пол. Babki, нім. Altenau) — село в Польщі, у гміні Мосіна Познанського повіту Великопольського воєводства.
Населення — 515 осіб (2011).
У 1975—1998 роках село належало до Познанського воєводства.

## Демографія
Демографічна структура станом на 31 березня 2011 року:
|          | Загалом | Допрацездатний вік | Працездатний вік | Постпрацездатний вік |
| -------- | ------- | ------------------ | ---------------- | -------------------- |
| Чоловіки | 245     | 59                 | 166              | 20                   |
| Жінки    | 270     | 47                 | 176              | 47                   |
| Разом    | 515     | 106                | 342              | 67                   |